# تمرین زاپاد-۸۱

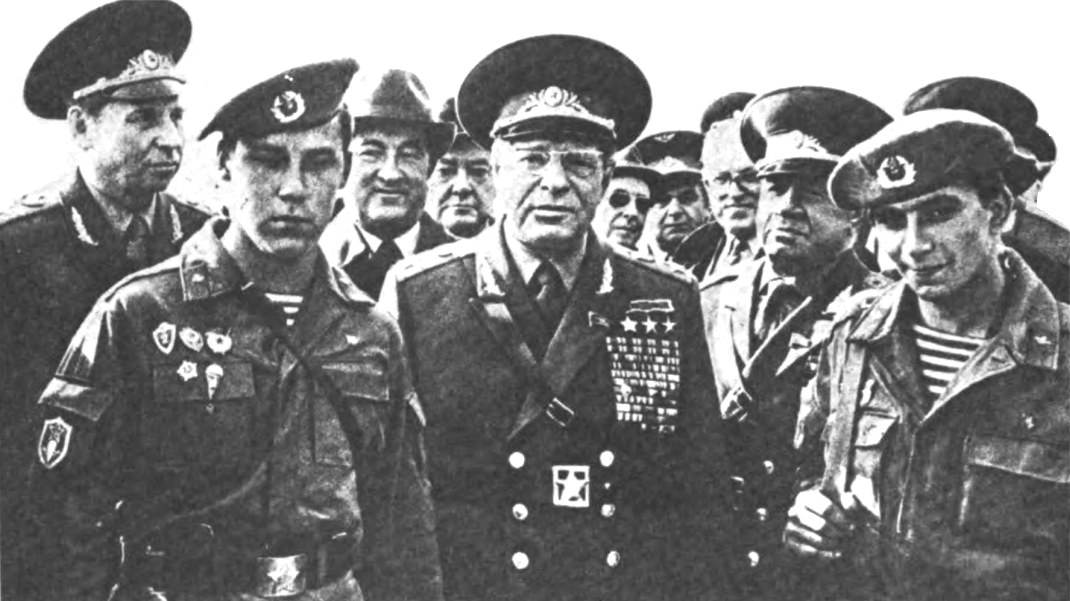
از چپ به راست: مارشال‌ها نیکلای اوگارکوف، دیمیتری اوستینوف و الکسی یپیشف در طول تمرین زاپاد-۸۱ با سربازان هوابرد ژست می‌گیرند.

تمرین زاپاد-۸۱ (روسی: Запад-81) به گفتهٔ منابع ناتو و ایالات متحده، بزرگترین مانور نظامی تاریخ بود که تاکنون توسط اتحاد جماهیر شوروی انجام شده‌است. این تمرین از ۴ سپتامبر ۱۹۸۱شروع شد و تقریباً هشت روز به طول انجامید و بین ۱۰۰۰۰۰ تا ۱۵۰۰۰۰ سرباز در آن شرکت داشتند. این یک عملیات مشترک شامل عناصری از تمام شاخه‌های خدمات شوروی بود و چندین سیستم جدید مانند موشک استراتژیک میانبرد RSD-10 (که اغلب در غرب با نام SS-20 Saber شناخته می‌شود) و ناو هواپیمابر پروژه ۱۱۴۳ کیف در این مانور نظامی معرفی شدند.

## تاریخ
این تمرین بیشتر از هر چیزی نمایش قدرت بود. این رزمایش جدای از نمایش قدرت برای کشورهای ناتو، نمایشی گسترده از توان نظامی در لهستان بود. پس از اصلاحات ناموفق، کمونیسم در جمهوری خلق لهستان در طول دهه هفتاد در وضعیت بحران و ناآرامی مدنی قرار گرفت. تمرین زاپاد شامل فرودهای آبی خاکی در لهستان در نزدیکی گدانسک بود و به لهستانی‌ها یادآوری کرد که اگر برای حفظ قدرت کمونیستی ضروری تشخیص داده شود، اتحاد جماهیر شوروی می‌تواند به نیروی نظامی متوسل شود.
این رزمایش توسط ایالات متحده به دلیل نقض قانون نهایی هلسینکی در مورد اطلاع‌رسانی تمرینات نظامی مورد انتقاد قرار گرفت.